# Inventário de Depressão Ocupacional
O Inventário de Depressão Ocupacional (ODI) é um instrumento psicométrico cujo objetivo é avaliar a gravidade dos sintomas depressivos relacionados ao trabalho e chegar a um diagnóstico provisório de transtorno depressivo.  O ODI pode ser utilizado por especialistas em saúde ocupacional e epidemiologistas.
Especialistas em saúde ocupacional (por exemplo, médicos do trabalho, psicólogos de saúde ocupacional e psicólogos clínicos) podem empregar o instrumento para determinar até que ponto um trabalhador apresentou sintomas depressivos relacionados ao trabalho. Caberia então aos especialistas identificar e corrigir as condições específicas de trabalho (por exemplo, sobrecarga de trabalho, bullying) que dão origem ao aumento dos sintomas depressivos. Os epidemologistas podem aproveitar um algoritmo que acompanha o instrumento para determinar a frequência de casos provisórios de transtorno depressivo relacionado ao trabalho.
O ODI original foi publicado pela primeira vez em inglês e francês. Ambas as versões possuem excelentes propriedades psicométricas. Desde o seu início, versões psicometricamente válidas do instrumento foram disponibilizadas em outros idiomas, incluindo espanhol, italiano, português brasileiro e sueco.
A pesquisa de validade do ODI foi realizada em vários países. Esses países incluem os Estados Unidos, França, Brasil, Espanha, Itália, Suíça, Nova Zelândia, África do Sul, Austrália, e Suécia.